# Micoureus
Micoureus e подрод опосуми (Didelphidae). До скоро, таксонът е имал ранг род, но според последната класификация е променен на ранг подрод в състава на род Marmosa. Това са малко известни животни, които обитават тропическите и крайбрежни гори Карибско крайбрежие от Белиз до Колумбия и по-голямата част от горите в басейна на Амазонка. Животните от този род имат дълга козина, главата е заострена, очите са тъмни, кръгли и изпъкнали. Опашката обикновено надвишава дължина на тялото, пригодена е за хващане. Видовете са насекомоядни като някои предпочитат нощни пеперуди и бръмбари. Нямат кожна торбичка. Установено е че малките са с майката между месеците юни и октомври.
Подобно на повечето видове от семейство те също са нощни и дървесни. Тези животни обитават населени места като дори влизат в домовете на хората.

## Списък на видовете
- Micoureus alstoni
- Micoureus constantiae
- Micoureus demerarae
- Micoureus paraguayanus
- Micoureus phaeus
- Micoureus regina